# Мадонна Літта
«Мадонна Літта» (1490–1491) — картина італійського художника Леонардо да Вінчі.

## Сюжет
Приваблива молода жінка тримає в руках немовля, якого годує груддю. Тлом для образу стала стіна з двома напівциркульними вікнами. Світло розсіяне і не дає різких чорних тіней. Це і є уславлене леонардовське сфумато. Гірський краєвид у блакитних тонах теж характерна ознака робіт майстра Високого Відродження. Гори присутні і в інших роботах Леонардо — «Мадонна з веретеном», на фресці «Тайна вечеря», в уславленій «Джоконді». Жінка дивиться на дитину ніжно і задумливо. Ледь помітна усмішка додає Мадонні ще більшої привабливості й краси. Якщо придивитися, то помітно, що маленький Христос притримує лівою рукою щиглика.

## Історія
Робота була написана для правителів Мілана, потім перейшла до сім'ї Літта, і кілька століть перебувала в їхній приватній колекції. Початкова назва картини — «Мадонна з немовлям». Сучасна назва картини походить від імені її власника графа Літта, якому також належала фамільна картинна галерея в Мілані. У 1864 р. він звернувся до Ермітажу з пропозицією  придбати у нього декілька цінних картин. Наступного 1865 року директор Ермітажа відібрав з колекції графа чотири картини, серед яких була «Мадонна з немовлям» та здійснив закупівлю загалом на 100 тис. франків.

## Атрибуція
Деякі мистецтвознавці звертають увагу на незвичайні для авторської манери Леонардо елементи картини, зокрема, на неприродну позу немовляти. Вважають, що принаймні фігура немовляти належить пензлю одного з учнів Леонардо, швидше за все, Джованні Больтраффіо (близько 1467–1516).

## Цікаві факти
- Ескіз голови Мадонни, виконаний Леонардо при підготовці картини, зараз зберігається в Луврі.
- Картину видно в одному з кадрів фільму 2006 р. «Код да Вінчі».
- Можливо, що не по роках сумний і серйозний погляд Дитятка — втілення вічної туги художника за матір'ю.